# Автомагістраль G36 Нанкін–Лоян
Автомагістраль Нанкін–Лоян (кит.: 南京—洛阳高速公路), позначається як G36 і зазвичай називається швидкісною магістраллю Нінлуо (кит.: 宁洛高速公路) — швидкісна дорога, що з'єднує міста Нанкін, Цзянсу, Китай, і Лоян, Хенань. В довжину має 1,354 км.
Швидкісна дорога була повністю завершена 30 вересня 2006 року. Пролягає через такі міста:
- Нанкін, Цзянсу
- Бенбу, Аньхой
- Фуян, Аньхой
- Чжоукоу, Хенань
- Пінгдінгшань, Хенань
- Лоян, Хенань